# Alice Schwarzer

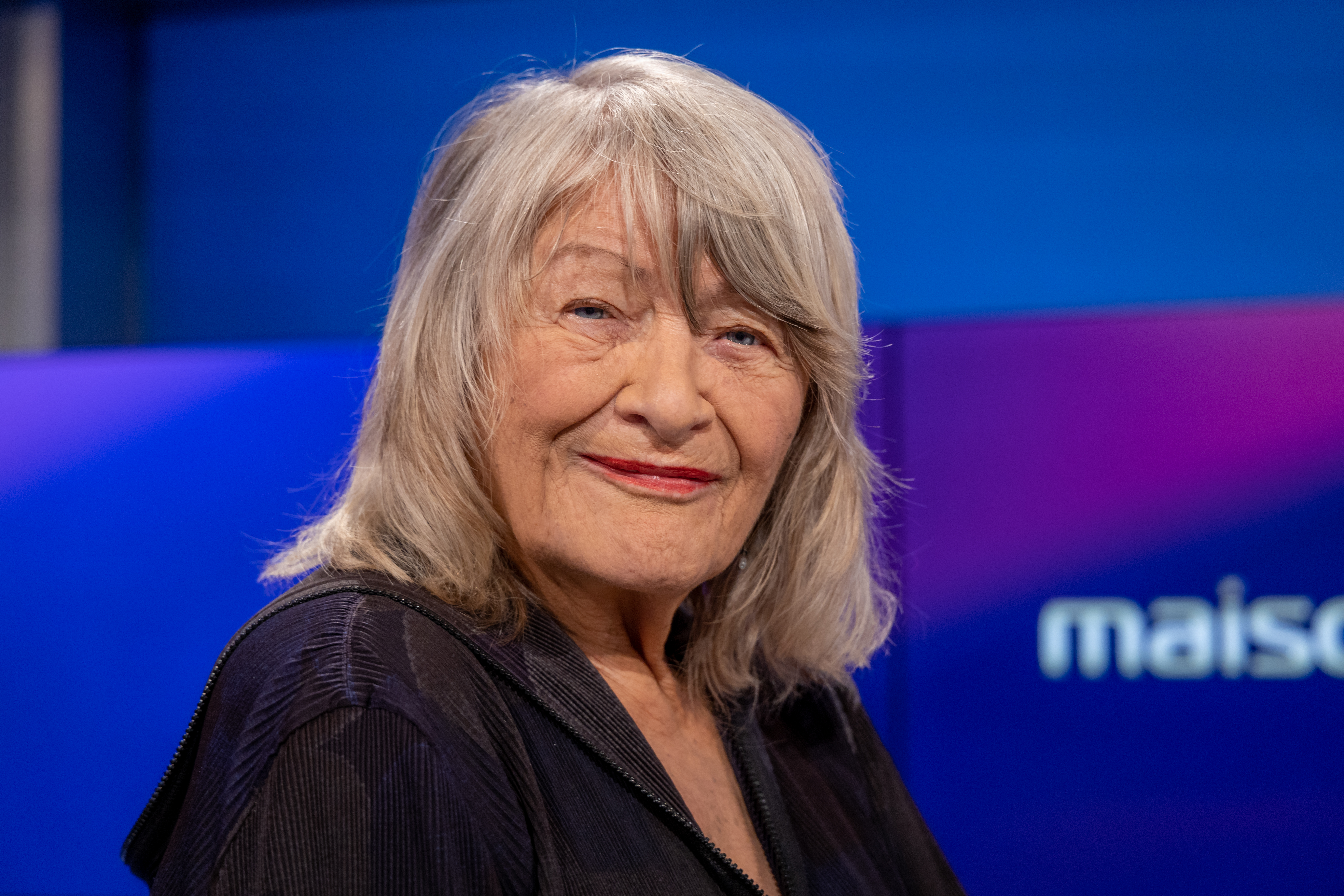
Alice Schwarzer (2022)

Alice Sophie Schwarzer (* 3. Dezember 1942 in Wuppertal) ist eine deutsche Journalistin, Publizistin und Hörbuchsprecherin. Sie ist Gründerin und Herausgeberin der Frauenzeitschrift Emma und wurde als Feministin bekannt.

## Biografie

### Kindheit und Religion
Alice Schwarzer wurde 1942 unehelich im Wuppertaler Stadtteil Elberfeld geboren und wuchs bei ihren Großeltern auf. In einem Interview bezeichnete Schwarzer später ihren Großvater als „sehr mütterlich“ und ihre Großmutter als „sehr politisiert mit einem hohen Gerechtigkeitssinn“. Schwarzer hierzu: „Ich komme aus einer Familie, für die es selbstverständlich war, in der Nazizeit nicht den Blick zu verlieren und mit den Opfern mitzufühlen.“ Nach ihren Angaben habe ihre Familie zwar keinen organisierten Widerstand geleistet, aber private Resistenz: Ihre Großmutter habe auch nach 1938 in jüdischen Läden eingekauft und sei dafür von Nazis geohrfeigt worden, sie habe Zwangsarbeiter unterstützt und den Hitlergruß verweigert.
Schwarzer entstammt einer atheistischen Familie. Sie ließ sich mit zwölf Jahren evangelisch taufen und später auch konfirmieren. Sie bezeichnet sich als „nicht im engeren Sinne gläubig“.

### Ausbildung und Leben in Paris
Schwarzer besuchte die Handelsschule und arbeitete einige Jahre im kaufmännischen Bereich. 1963 ging sie nach Paris, wo sie die französische Sprache erlernte, und kehrte 1965 nach Deutschland zurück. Sie volontierte bei den Düsseldorfer Nachrichten und ging 1969 als Reporterin zur Zeitschrift Pardon. Von 1970 bis 1974 arbeitete sie in Paris als freie politische Korrespondentin für Radio, Fernsehen und Zeitschriften. Ihr Spezialgebiet waren „die Folgen von 68 im politischen, sozialen und kulturellen Bereich“. An der Universität Vincennes, die auch Studenten ohne Hochschulreife aufnahm, studierte sie von 1970 bis 1974 ohne Abschluss Psychologie und Soziologie, unter anderem bei Michel Foucault.

### Frauenbewegung der 1970er Jahre
1970 freundete sich Schwarzer mit Simone de Beauvoir und Jean-Paul Sartre an. Ihre Interviews mit de Beauvoir, geführt zwischen 1971 und 1982, erschienen 1983 unter dem Titel Weggefährtinnen im Gespräch. Beauvoir schrieb in einem Vorwort zu dem Buch: „Dank unserer feministischen wie persönlichen Freundschaft war sie in der Lage, mir die Fragen zu stellen, die mich interessierten, und ich konnte ihr ganz und gar offen antworten.“ Schwarzers Fernsehporträt über de Beauvoir für den NDR von 1973 veröffentlichte sie 2007 als DVD im Emma-Verlag. 2007 erschien auch Schwarzers Auswahl von Beauvoirs Texten sowie ein Essay von ihr: „Ein Lesebuch mit Bildern“.
Zusammen mit Monique Wittig und anderen gehörte Schwarzer zu den Initiatorinnen des Pariser Mouvement pour la libération des femmes (MLF), eine der ersten feministischen Gruppen der französischen Frauenbewegung. Am 5. April 1971 veröffentlichte das französische Wochenmagazin Le Nouvel Observateur ein öffentliches Bekenntnis, in dem 343 Frauen, darunter viele Prominente wie Catherine Deneuve und Simone de Beauvoir, erklärten: „Eine Million Frauen pro Jahr lassen in Frankreich eine Abtreibung vornehmen. Sie tun dies unter gefährlichen Umständen, da die Abtreibung gesetzlich verboten ist. […] Ich erkläre, daß ich eine davon bin. Ich erkläre, daß ich abgetrieben habe.“ Auf spektakuläre Weise forderten sie die Legalisierung der Abtreibung und leiteten eine öffentliche Diskussion ein. Schwarzer exportierte diese Aktion unter dem Motto Frauen gegen den § 218 nach Deutschland. Höhepunkt war die Titelgeschichte der Illustrierten Stern am 6. Juni 1971, in der 374 Frauen öffentlich bekannten: Wir haben abgetrieben! Im Herbst desselben Jahres erschien Schwarzers erstes Buch Frauen gegen den § 218.

Alice Schwarzer (ca. 1977)

In ihrem Buch Frauenarbeit – Frauenbefreiung (1973) kam Schwarzer auf der Grundlage von 16 Interviews mit Frauen sowie der allgemeinen Lage der Frauen zu dem Ergebnis, dass die Voraussetzung zur Gleichberechtigung außerhäusliche Berufstätigkeit sei. Gleichwohl sei sie eine zusätzliche Belastung. Konkrete Hilfe für Frauen müsse folglich bei der gesellschaftlichen Übernahme von Erziehungs- und Hausarbeit ansetzen, bei der Rationalisierung des Haushalts und der gerechten Verteilung sämtlicher die Familie betreffenden Aufgaben zwischen den Partnern. Eine tiefgreifende Veränderung der sozialen Ordnung setze allerdings voraus, dass jede Frau auch in ihrer eigenen Beziehung bereit sei, sich gegen männliche Privilegien zu wehren. Der Kampf, so Schwarzer, müsse immer auf einer kollektiven und einer individuellen Ebene zugleich geführt werden.
In ihrem Buch Der kleine Unterschied und seine großen Folgen analysierte sie die Sexualität als „Angelpunkt der Machtverhältnisse zwischen den Geschlechtern und der Unterdrückung der Frauen“. Die „Zwangsheterosexualität“ ist für sie nicht angeboren, sondern sei ein kulturelles Gebot. Sie plädierte für eine freie Sexualität und die ökonomische Unabhängigkeit von Frauen. Das Buch erschien 1975 und machte Schwarzer weit über Westdeutschland hinaus bekannt. Es wurde in zwölf Sprachen übersetzt, zuletzt 2001 auf Koreanisch. Seitdem gilt sie als die bekannteste und auch umstrittenste Persönlichkeit der neuen deutschen Frauenbewegung.
Zu Schwarzers Bekanntheit hat auch ein unmoderiertes Streitgespräch mit der argentinisch-deutschen Autorin Esther Vilar beigetragen, das der WDR im Februar 1975 ausgestrahlt hatte und das in den Medien ausführlich kommentiert wurde. Vilar hatte in ihrem Buch Der dressierte Mann mit der These provoziert, dass nicht die Frau durch den Mann unterdrückt werde, sondern umgekehrt der Mann durch die Frau. Das Buch war in feministischen Kreisen sehr umstritten, da es, so die Meinung der Kritiker, sexistische Vorurteile weiterverbreite. Schwarzer erklärte unter anderem, Vilar sei zynisch, eine Verräterin am eigenen Geschlecht und „nicht nur Sexistin, sondern Faschistin“.
Das TV-Duell machte Schwarzer schlagartig zu einer öffentlichen Person. „Die Frauen waren für Alice – die Männer für Esther“, schrieb HörZu. Bild titelte mit der „Hexe mit dem stechenden Blick durch die Brille“. Hellmuth Karasek im Spiegel: ein „High Noon im deutschen Fernsehen“. In dieser Auseinandersetzung hob Schwarzer nachdrücklich hervor, dass das Ziel des feministischen Kampfes keineswegs eine Angleichung an die männliche Lebensform sei.

„Nicht unsere Integrierung ist wünschenswert, nicht die Vermännlichung der Frauen, sondern die Vermenschlichung der Geschlechter.“

### Gründung der ZeitschriftEmma
Im Januar 1977 erschien die erste Ausgabe der von ihr gegründeten Zeitschrift Emma, deren Verlegerin und Chefredakteurin sie seither war. 1979 fuhr Schwarzer zusammen mit einer Gruppe französischer Intellektueller nach Teheran, wenige Wochen nach der Machtergreifung Chomeinis und auf den Hilferuf von Iranerinnen hin, die sich gegen Zwangsverschleierung und Entrechtung wehrten. Schwarzer schrieb darüber in einem Artikel in der Emma und der Zeit: „Diese Frauen waren gut genug, ihr Leben im Kampf für die Freiheit zu riskieren, sie werden nicht gut genug sein, in Freiheit zu leben.“ Seither ist die Gefahr, die von religiösem Fundamentalismus ausgeht, eines ihrer zentralen Themen.

### DieStern-Klage, erste Anti-Sexismus-Klage in der Bundesrepublik
Am 23. Juni 1978 reichte Schwarzer gemeinsam mit neun weiteren Frauen, darunter Margarethe von Trotta, Erika Pluhar und Inge Meysel, „wegen Ehrverletzung“ Klage ein gegen Henri Nannen, den Chefredakteur des Magazins Stern. Sie klagten auf Unterlassung, „die Klägerinnen dadurch zu beleidigen, dass auf den Titelseiten des Magazins ‚Stern‘ Frauen als bloßes Sexualobjekt dargestellt werden und dadurch beim männlichen Betrachter der Eindruck erweckt wird, der Mann könne über die Frau beliebig verfügen und sie beherrschen“. Die Klage wurde aus formalen Gründen abgewiesen. Richter Engelschall wies darauf hin, dass es für eine solche Sexismus-Klage keine gesetzliche Grundlage gebe, „‚in 20, 30 Jahren‘ würde den Klägerinnen vielleicht rechtgegeben“. Die Stern-Klage war die erste Anti-Sexismus-Klage in der Bundesrepublik und schlug hohe Wellen in den Medien.

### In den 1990er Jahren
1990 rief Schwarzer den Emma-Journalistinnen-Preis ins Leben. Eine wechselnde unabhängige Jury verlieh bis 2012 alle zwei Jahre unter Schwarzers Vorsitz Preise an Journalisten für „journalistisch innovative Artikel, die ein Bewusstsein für gesellschaftliche Realitäten und die Lage der Geschlechter haben“. 1992 bis 1993 moderierte Schwarzer die Talkshow Zeil um Zehn des Hessischen Rundfunks. Von 1990 bis 1993 war Schwarzer Teil des Rateteams der Was bin ich?-Nachfolge-Quizsendung Ja oder Nein unter der Leitung von Joachim Fuchsberger.
Seit 1993 erscheint Emma alle zwei Monate. Schwarzer schrieb wieder vermehrt Bücher, politische Essays und Biografien. 1993 erschien ihre Fallstudie über den Tod von Petra Kelly und ihrem Lebensgefährten Gert Bastian als Faction-Prosa. Bastian erschoss die schlafende Kelly und beging anschließend Suizid. Schwarzers Buch Eine tödliche Liebe. Petra Kelly und Gert Bastian war 2001 Vorlage für die TV-Verfilmung Kelly Bastian – Geschichte einer Hoffnung, für die sie auch das Drehbuch mitschrieb. Auch schrieb sie Biografien über Marion Dönhoff und Romy Schneider. Beide Bücher wurden Bestseller. Bis 2020 veröffentlichte Schwarzer 23 Bücher als Autorin und 23 als Herausgeberin.

### Nachfolge der Chefredaktion derEmma
Anfang Dezember 2007 gab Schwarzer bekannt, die Chefredaktion von Emma spätestens im Frühjahr 2008 an die Fernsehjournalistin und Kolumnistin Lisa Ortgies übergeben zu wollen. Ortgies sollte sechs Monate eingearbeitet werden, schied jedoch nach acht Wochen als Chefredakteurin im Mai 2008 wieder aus. Während der Spiegel vermutete, Schwarzer habe weiterhin das Tagesgeschäft dominiert und so einen Generationswechsel verhindert, informierte Emma selbst jedoch, dass die anderen Mitarbeiterinnen Ortgies nicht für geeignet hielten: „Die Emma-Mitarbeiterinnen bitten Alice Schwarzer um ein Gespräch. Sie legen dar, dass Lisa Ortgies […] nach diesen ersten konkreten Erfahrungen leider – und ganz und gar überraschend für alle – die Falsche zu sein scheint für die Tätigkeit einer Chefredakteurin.“

### Kooperation mit derBild-Zeitung

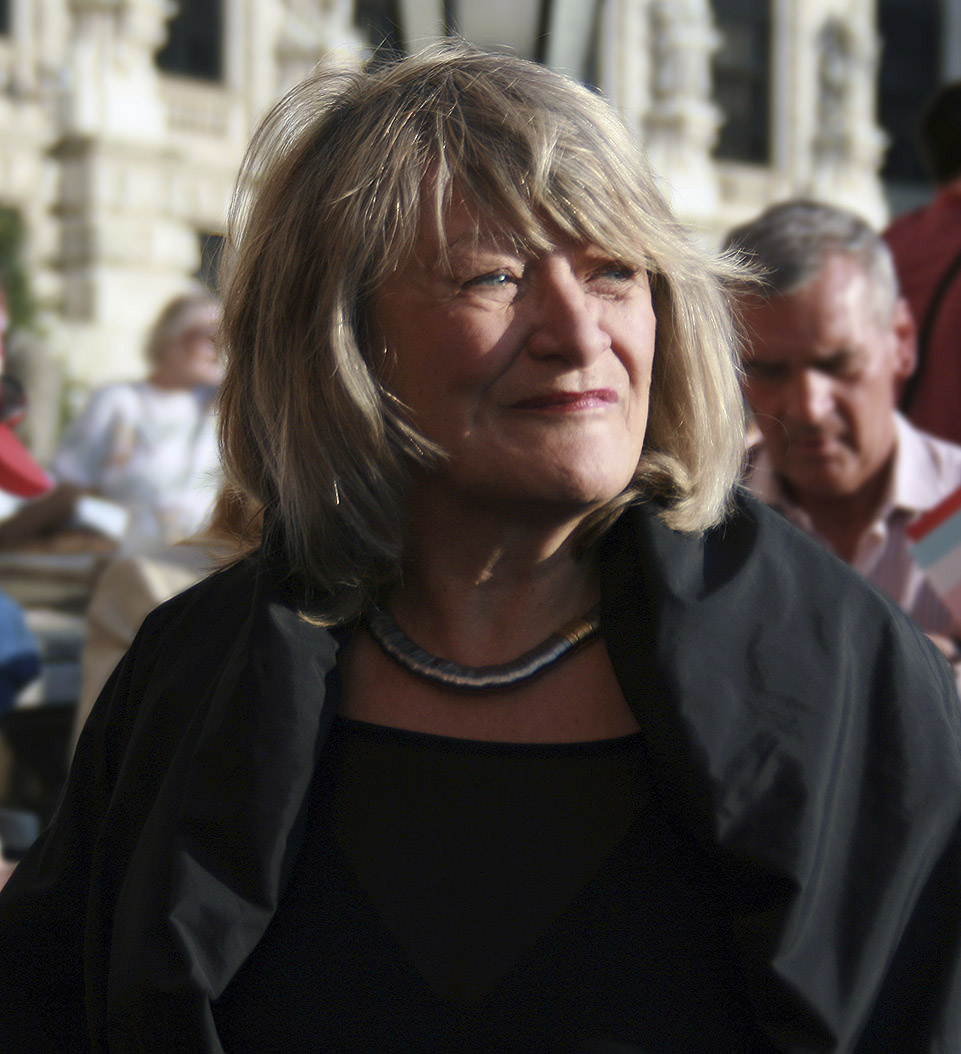
Alice Schwarzer (2009)

Im Bildband des Axel Springer Verlags 50 Jahre Zeitzeuge – 50 Jahre Axel Springer Verlag von 1996, herausgegeben von Claus Jacobi, ist Schwarzer auf Seite 106 auf der 10-Jahresfeier der Bild der Frau 1993, feiernd zusammen mit deren Chefredakteurin Andrea Zangemeister abgebildet. Mitte 2007 stellte sich Schwarzer für eine Image-Kampagne der Boulevardzeitung Bild als Werbeträgerin zur Verfügung, nachdem sie dieses Medium in den vorigen Jahrzehnten immer wieder wegen Menschen- und Frauenfeindlichkeit attackiert hatte. Dieser Schwenk und zudem ihre Begründung der Werbemitwirkung, dass neben Leuten wie Gandhi oder Willy Brandt auch eine lebendige Frau wie sie in der Werbung auftauchen sollte, sorgte in Teilen der Öffentlichkeit für Irritationen.
Schwarzer berichtete von 2010 bis 2011 in der Bild über den Kachelmann-Prozess. Ihre Rolle bei diesem Prozess wurde verschiedentlich scharf kritisiert, ihr wurden mangelnde Professionalität, einseitige Parteinahme und die Vorverurteilung des Angeklagten vorgeworfen. Schwarzer schrieb, dass es für sie weniger um die Schuldfrage gehe, sondern vor allem um die einseitige Berichterstattung der Medien zugunsten Kachelmanns. Diese hätten zum Teil bereits Monate vor Prozessbeginn behauptet, Kachelmann sei unschuldig und das Opfer lüge. Aufgrund ihrer Berichterstattung kam es zu einer Abmahnung Schwarzers, einer Unterlassungserklärung und einem Vergleich, in dem sich Schwarzer zur Zahlung von 14.000 Euro an Reinhard Birkenstock verpflichtete.
Im Dezember 2011 wurde eine weitere einstweilige Verfügung gegen Schwarzer erlassen, da sie Kachelmann trotz seines Freispruchs weiterhin beschuldigte. Kachelmann war im Mai 2011 aus Mangel an Beweisen freigesprochen worden. Doch „die Urteilsbegründung des Vorsitzenden Richters klang über weite Strecken wie die Begründung für einen Schuldspruch“, schrieb Schwarzer. In einem Vortrag über Sexualgewalt und Recht an der Universität zu Köln sagte sie: „In seiner Urteilsbegründung [betonte] der Vorsitzende Richter Seidling […] auch ausführlich: Der Verdacht, dass Kachelmann seine damalige Lebensgefährtin vergewaltigt und mit dem Tode bedroht habe, hätte sich leider ‚nicht verflüchtigt‘.“

### Seit 2009
Im Sommersemester 2009 übernahm Schwarzer eine Gastprofessur an der Wiener Hochschule für angewandte Kunst sowie eine Gastdozentur bei den Publizisten, die Theodor-Herzl-Dozentur. An dieser Hochschule hielt sie im April und Mai Vorträge zu den Themen Pornografie und sexuelle Gewalt, Religiöser Fundamentalismus und Frauen und Männer.
In einem „Prominenten-Special“ bei Wer wird Millionär? im September 2009 gewann Schwarzer 500.000 EUR, die sie an den Berliner Frauenhilfsverein Hatun und Can e. V. spendete. Im Rahmen späterer Nachfragen durch Schwarzer kam der Verdacht auf, dass der Verein Spenden nicht satzungsgemäß verwende. Ihre Recherchen führten zu einem Prozess und der Verurteilung des Betrügers Udo D. alias Andreas Becker.
Im November 2010 attackierte Schwarzer in einem offenen Brief Familienministerin Kristina Schröder.
Im Wintersemester 2010/2011 übernahm Schwarzer als Gastprofessorin die Mercator-Professur an der Universität Duisburg-Essen. Die CDU Nordrhein-Westfalen entsandte Schwarzer zur 15. Bundesversammlung, die Joachim Gauck im Rahmen der Wahl des 11. deutschen Bundespräsidenten am 18. März 2012 für das Amt bestimmte.

### Privates
Im September 2011 erschien Schwarzers Autobiografie unter dem Titel Lebenslauf. Darin schrieb sie erstmals über ihre Partnerschaften, so etwa mit dem Franzosen Bruno, mit dem sie zehn Jahre zusammen war. „Doch eine Lebensbeziehung wie die mit Bruno gehe ich erst elf Jahre später wieder ein. Diesmal mit einer Frau. … Wir sind ein offenes Paar, aber kein öffentliches. Und so wird es bleiben.“ Im Juni 2018 heiratete sie die Fotografin Bettina Flitner, die seit Jahren für die Zeitschrift Emma gearbeitet hatte.

#### Steuerhinterziehung
Schwarzer hinterzog seit den 1980er Jahren Steuern, die sie auf die Kapitalerträge aus einem Schweizer Konto hätte zahlen müssen. Der Vorgang wurde öffentlich bekannt, als Der Spiegel Anfang Februar 2014 über eine steuerrechtliche Selbstanzeige Schwarzers berichtete, die sie 2013 erstattet hatte. Für die zurückliegenden zehn Jahre zahlte Schwarzer nun insgesamt rund 200.000 Euro Steuern nach. Am 8. Februar 2014 wurde bekannt, dass die zuständige Staatsanwaltschaft ermittele. Für Zeiträume, bei denen die Festsetzungsfrist von zehn Jahren abgelaufen war, war die Festsetzung der Steuer von Amts wegen unzulässig (Festsetzungsverjährung). Schwarzer war daher nicht verpflichtet, diese Steuern noch nachzuzahlen.
Die Veröffentlichung durch den Spiegel am 2. Februar 2014 kritisierte Schwarzer als „illegal“ und vermutete, dass es sich um „keinen Zufall“ handele. In Emma erschien unter der Überschrift In eigener Sache eine Selbstverteidigung, in der Schwarzer den Eindruck weckte, dass die Berichterstattung gegen sie mit der „von Emma angezettelten Kampagne gegen Prostitution, wo es um Milliarden-Profite geht“ zusammenhänge. Von Stefanie Lohaus wurde sie deswegen in Zeit Online kritisiert. Ulrike Herrmann schrieb in der taz unter der Überschrift Schmerzhaft peinlich, mit ihrer Begründung, sie habe ihr Geld vorsorglich über die Grenze geschafft, da die „Hatz“ gegen sie damals „solche Ausmaße“ angenommen habe, dass sie „ernsthaft“ gedacht habe, sie müsse ins Ausland gehen, habe Schwarzer sich „als politisch Verfolgte“ inszeniert und sich „implizit mit den Opfern im Dritten Reich“ verglichen.
Anfang Juni 2014 wurde bekannt, dass das Ermittlungsverfahren andauere und Durchsuchungsmaßnahmen stattgefunden hätten. Im Juli 2016 wurde ein Strafbefehl gegen Schwarzer ausgestellt, da sich die von ihr gestellte Selbstanzeige als fehlerhaft erwiesen hatte. Daraufhin musste Schwarzer eine Strafzahlung im sechsstelligen Bereich leisten.
Am 3. Februar 2014 kündigte Schwarzer die Gründung einer gemeinnützigen „Stiftung für Chancengleichheit und Menschenrechte von Mädchen und Frauen“ mit einer Million Euro Stiftungskapital an. „Vor dem Hintergrund der aktuellen Debatte“ habe sie sich entschlossen, „mit der Ankündigung der Stiftung nun mehrere Monate früher als geplant an die Öffentlichkeit zu gehen“. Schließlich gründete Schwarzer am 27. April 2018 in Berlin die „Alice Schwarzer Stiftung“ für Menschenrechte, Selbstbestimmung und Chancengleichheit für Mädchen und Frauen.

#### Rechtsstreit um Buch von Waltraud Schade
Im September 2015 ließ Alice Schwarzer ihre Anwälte gegen eine frühere Freundin aus den Jahren 1971/72, Waltraud Schade, und den Verlag rot & licht vorgehen, um die Veröffentlichung des autobiografischen Buchs Tango mit Alice zu untersagen. Der Verlag erhob eine Klage vor dem Landgericht Köln. Die Parteien einigten sich auf Unterlassung.
Im August 2016 erreichte Schwarzer mit einer einstweiligen Verfügung des Landgerichts Köln einen vorläufigen Verkaufsstopp der überarbeiteten Ausgabe, Schwarzer Tango: Erinnerungen an Alice Schwarzer. Der Verlag legte Widerspruch gegen die Verfügung ein, der abgewiesen wurde.

## Politische Positionen
Anknüpfend an Simone de Beauvoirs Definition der Geschlechtsidentitäten vertritt Schwarzer den sogenannten Gleichheitsfeminismus oder sozialen Feminismus, deren Anhänger die soziale Konstruktion von Geschlechtsunterschieden und ihre materiellen Folgen als Ursache der Unterdrückung hervorheben.

### Recht auf Schwangerschaftsabbruch
Das Recht auf straffreien Abbruch ungewollter Schwangerschaften war Anfang der 1970er Jahre Schwarzers Hauptziel. Sie initiierte viele Aktionen und Publikationen gegen den § 218 StGB in seiner damaligen Form. In der 1971 von Schwarzer initiierten Aktion Wir haben abgetrieben! der Zeitschrift Stern solidarisierten sich prominente Frauen (unter anderem Romy Schneider, Sabine Sinjen und Liz Verhoeven), die sich dazu bekannten, abgetrieben zu haben. Im Jahr 2005 räumte Schwarzer ein, dass sie und einige andere Teilnehmerinnen der Aktion gar nicht abgetrieben hatten. Sie sagte: „Es handelte sich bei der Aktion nicht um ein persönliches Geständnis, sondern um eine politische Provokation.“
Schwarzer hatte maßgeblichen Anteil an der breiten öffentlichen Debatte zum Thema „Recht auf Schwangerschaftsabbruch“. Der Slogan der dieses Recht einfordernden Frauen lautete: „Mein Bauch gehört mir“. Insbesondere thematisierten Schwarzer und andere die Demütigung und Entmündigung sowie die körperlichen Gefahren für Frauen, die verbotene Schwangerschaftsabbrüche vornehmen ließen.

### Sexualität und „Zwangsheterosexualität“
Eines der zentralen Themen von Schwarzer ist seit 1975 die Sexualität, genauer: die Funktion von Sexualität bei der Konstruktion von Weiblichkeit und Männlichkeit. In ihrem Buch Der kleine Unterschied und seine großen Folgen (1975) analysiert Schwarzer die Sexualität als „Angelpunkt der Frauenfrage. Sexualität ist zugleich Spiegel und Instrument der Unterdrückung der Frauen in allen Lebensbereichen. Hier fallen die Würfel. Hier liegen Unterwerfung, Schuldbewusstsein und Männerfixierung von Frauen verankert. Hier steht das Fundament der männlichen Macht und der weiblichen Ohnmacht.“ Sie plädiert für eine „freie Sexualität“, das Primat der „Zwangsheterosexualität“ ist für sie kulturell bedingt. In dem 1984 erschienenen Emma-Sonderband Sexualität schrieb Schwarzer ihre Thesen vom „Kleinen Unterschied“ fort. Sie wiederholte ihre Ansicht, dass Erotik traditionell für Männer mit Macht besetzt sei und für Frauen mit Ohnmacht.
In Der Große Unterschied (2000, Kiepenheuer & Witsch) widmete Schwarzer dem „Mythos Sexualität“ ein ganzes Kapitel. Sie schrieb, dass Frauen im Zuge ihrer allgemeinen Emanzipation auch sexuell selbstbewusster geworden seien und die Sexualität zwischen Frauen und Männern gleichberechtigter. Aber: „Gleichzeitig ist die An- bzw. Aberkennung des sexuellen Wertes einer Frau weiterhin die größte Trumpfkarte in der Hand der Männer. Eine Frau, die als Gefährtin unbequem wird oder als Kollegin bedrohlich, kann immer noch von jedem Mann jederzeit als 'nicht begehrenswert' deklassiert werden.“
Über eine „neue sexuelle Verunsicherung“ der Männer schrieb sie: „Die Frauen von heute erwarten auch in der Sexualität ein ganzheitliches Interesse an ihrer Person und eine umfassende Erotik, den Blick in Ausschnitt und Seele. Und die Männer von heute? Die sind verunsichert. Und reagieren sauer. Nur jeder fünfte Mann findet Emanzipation scharf, fand das Berliner Institut für Männerarbeit heraus. Die übrigen reagieren mit 'Lustlosigkeit, vorzeitigem Samenerguss, Erektionsproblemen oder Impotenz'. Seelischer Impotenz, wohlgemerkt.“ Gleichzeitig aber steige laut einer Studie zur Jugendsexualität des Hamburger Sozialforschungsinstituts die Anzahl der Männer, „die ein gleichberechtigtes und liebevolles Verhältnis zu Frauen suchen (…) 1990 waren das bereits 71 Prozent“.
Im März 1977 war Schwarzer die Erste, die in Emma das Verbrechen der Genitalverstümmelung in manchen Kulturen öffentlich machte. Schwarzer sprach sich aus hygienischen Gründen aber für die Beschneidung von Männern aus; die Verletzung der körperlichen Unversehrtheit des Kindes sei demgegenüber „sehr gering“.

### Finanzielle Unabhängigkeit der Frauen
Ein weiteres Ziel der Arbeit Schwarzers und anderer Feministinnen und deren Unterstützer wurde 1976 durch das Erste Gesetz zur Reform des Ehe- und Familienrechts verwirklicht. Dieses Gesetz beinhaltet unter anderem, dass verheiratete Frauen ihren Ehemann nicht mehr um Genehmigung bitten müssen, wenn sie eine Erwerbstätigkeit aufnehmen wollen, und dass das bis dahin im Fall einer Scheidung geltende Schuldprinzip vom Zerrüttungsprinzip abgelöst wurde, so dass geschiedene Frauen nun unabhängig von ihrem Verhalten während der Ehe Unterhaltsansprüche gegen ihre Ex-Ehemänner haben.
Schwarzer sagte 1995 über diese Gesetzesreform in einem Interview: „Wir hatten unser Ziel, Frauen finanzielle Unabhängigkeit zu ermöglichen, politisch durchgesetzt. Frauen waren nun nicht länger nur für den Haushalt zuständig. Männer waren nicht mehr die alleinigen Verdiener in der Familie. Endlich war der Skandal beseitigt, daß Frauen nur dann berufstätig sein durften, wenn sie ihre Familienpflichten nicht vernachlässigten oder wenn sie berufstätig sein mußten, weil die Einkünfte des Mannes nicht ausreichten. Jetzt waren endlich beide berechtigt, berufstätig zu sein. Das Recht auf Berufstätigkeit eröffnete den Frauen die Möglichkeit, finanziell unabhängig zu werden. Dieses Recht war die Grundvoraussetzung völliger ökonomischer Unabhängigkeit.“
Schwarzer kritisierte um 1995 an dieser Familienrechtsreform, damit sei zwar das Leitbild der „Hausfrauenehe“ aufgegeben worden, aber gesellschaftspolitische Rahmenbedingungen verhinderten weiterhin eine wirkliche Chancengleichheit von Männern und Frauen. Die Aufhebung der traditionellen Rollenverteilung war „schwerer durchzusetzen“, so Schwarzer.

### Gegnerschaft zum Islamismus
Schwarzer lehnt das Tragen des islamischen Kopftuchs (Hijab) in öffentlichen Institutionen, etwa im Schulunterricht, in Demokratien ab (siehe auch: Kopftuchstreit). Sie bezeichnet es als die „Flagge der islamistischen Kreuzzügler“, der „Faschisten des 21. Jahrhunderts“. Im Unterschied zu anderen religiösen Symbolen, beispielsweise dem christlichen Kreuz, stigmatisiere das islamische Kopftuch Frauen, teils unter Zwang, behindere die körperliche Bewegungsfreiheit und sei kein religiöses, sondern ein politisches Symbol.
Auf Berichte über eine Frankfurter Richterin, die 2007 in einer mediales Aufsehen erregenden Entscheidungsbegründung geschrieben hatte, die von einer Deutschen marokkanischer Herkunft durch ihren in Marokko aufgewachsenen Ehemann erlittene häusliche Gewalt sei kein Härtefall, da es in ihrem Kulturkreis „nicht unüblich“ sei, „dass der Mann gegenüber der Frau ein Züchtigungsrecht ausübt“, und die Frau damit bei Eheschließung rechnen musste, meinte Schwarzer, dass diese Haltung „bei weitem kein Einzelfall“ sei. Sie fürchte eine Aufweichung des deutschen Rechtssystems und habe den Eindruck, dass gerade im Bereich der Justiz eine falsche Toleranz grassiere.
2010 veröffentlichte Schwarzer, ebenfalls als Herausgeberin, Die große Verschleierung – für Integration, gegen Islamismus. Islamwissenschaftler und Journalisten dokumentieren darin den Einzug des fundamentalistischen Islam in Europa, muslimischstämmige Autorinnen bestehen auf denselben Menschenrechten („Es gibt nur eine Zivilisation“, die Algerierin Messaoudi) und Ex-Konvertitinnen berichten aus dem Inneren des Islamismus. Im gleichen Jahr erschien Sarrazins Buch „Deutschland schafft sich ab“, über das Schwarzer später sagte: „Der Ökonom, dessen provokantes Buch den letzten Funken in das Pulverfass Integration geworfen hat, benennt zwar trefflich die Folgen einer verfehlten Integrationspolitik, verkennt jedoch deren Ursachen. Denn nicht ‚der Islam‘ ist das Problem, sondern der Islamismus, der politisierte Islam. Nicht ‚die Muslime‘ sind Anhänger eines Gottesstaates, sondern die Islamisten. Und die Ursache von Rückständigkeit ist nicht in den Genen zu suchen, sondern in den Verhältnissen.“
Anlässlich des 80. Geburtstages von Papst Benedikt XVI. gratulierte sie diesem. Sie sagte, sie habe mit großem Interesse festgestellt, dass er nicht gezögert habe, sich kritisch zum „politisierten Islam“ zu äußern. Natürlich sei sie mit der römisch-katholischen Kirche und ihrem Verhältnis zur Stellung der Frau nicht einverstanden. Sie habe aber die Hoffnung, dass dieser Papst sich etwas mehr als seine Vorgänger vor allem dem Problem der sexuellen Gewalt gegen Kinder und Frauen stelle.
Schwarzer thematisiert und kritisiert wiederholt frauenfeindliche Haltungen in muslimischen Einwandererkulturen. Ihr Aufsatz Der Terror begann im Multikultiviertel vom 26. Oktober 2014 in der FASZ endet mit folgendem Absatz:

„Dreißig Jahre lang gefiel sich der Westen in der Attitüde einer falschen Toleranz, die keineswegs alarmiert war von der Entrechtung der Frauen und auch nicht unterschied zwischen Muslimen und Islamisten. Er setzte der Agitation in den Multikultivierteln nichts Positives entgegen, sondern sah weg. Wir sahen weg. […] die ersten Opfer dieser falschen Toleranz waren ja nicht wir, sondern es war die von den Fanatikern eingeschüchterte Mehrheit der (noch) nicht fundamentalistischen Musliminnen und Muslime. […] Bildung und Gleichberechtigung der Mädchen und Frauen im muslimischen Kulturkreis [wären] die effektivste Waffe gegen die Gottesstaatler, zumindest langfristig. Doch auch und gerade die Musliminnen haben wir im Stich gelassen, indem wir lieber über das Recht aufs Kopftuch debattieren als über die Menschenrechte für Frauen. Stattdessen sollte die westliche Politik in den bedrohten Ländern besser endlich zu mehr Bildung und Frauenrechten beitragen. Was durchaus möglich wäre – wenn wir nur wollten.“

Die islamfeindlichen „Pegida“-Demonstrationen versteht Schwarzer in ihren Anfängen auch als das „berechtigte Unbehagen“ gegen den islamischen Faschismus. Sie schrieb 2015: „Sollte die Politik das Unbehagen dieser überwältigenden Mehrheit nicht ernst nehmen, statt es weiterhin zu ignorieren, abzustrafen, ja zu dämonisieren? […] Es ist ein Unbehagen an der offensiven islamistischen Agitation, der Propagierung der Scharia. Es ist das berechtigte Unbehagen an dieser neuen Form des Faschismus.“
In Bezug auf die Reaktion der Emma auf die sexuellen Übergriffe in der Silvesternacht 2015/16 kritisierte die taz Schwarzer als „Rechtsfeministin“, welche dasselbe Angstszenario wie Rechtspopulisten an die Wand male.
Im Januar 2016 brachte Schwarzer die kontrovers diskutierten sexuellen Übergriffe in Köln in der Silvesternacht 2015/16 in Verbindung mit der Politisierung des Islam:

„Feind Nummer eins für die Islamisten ist die Emanzipation der Frau. […] Wir müssen uns die Frage stellen, ob zu den Sprenggürtlern und Kalaschnikows jetzt vielleicht eine systematische Strategie der sexuellen Gewalt kommt.“

Während des Gesprächs, das im Rahmen der Fernsehsendung Markus Lanz stattfand, wurde ihre Äußerung vom ebenfalls teilnehmenden Philosophen Richard David Precht als „Verschwörungstheorie“ verurteilt; von den Hunderttausend Flüchtlingen, die 2015 nach Deutschland kamen, wären „noch nicht einmal ein Promille an Silvester straffällig geworden“.
Im Mai 2016 veröffentlichte Schwarzer die Anthologie Der Schock – die Silvesternacht von Köln. Es ist ihr drittes Buch als Herausgeberin zu dem Thema politischer Islam/Islamismus. Silvester 2015 hatten über 2000 junge Männer, überwiegend muslimischer Herkunft, auf dem Bahnhofsvorplatz von Köln Randale gemacht und Frauen angegriffen. 627 Frauen erstatteten danach Anzeige wegen sexueller Übergriffe, bis hin zur Vergewaltigung. Für Schwarzer war dieser „schwarmartige“ Auftritt kein Zufall, sondern eine politische Machtdemonstration. Frauen sollten, so Schwarzer, wie zum Beispiel auch in Kairo, „Angst bekommen und aus dem öffentlichen Raum vertrieben werden“. Die Hälfte der Autoren im „Schock“ sind Muslime, darunter der algerische Schriftsteller Kamel Daoud, die Schwarzers Analyse der Vorkommnisse teilen. Von Anne Wizorek, einer Initiatorin von #aufschrei, wurde Alice Schwarzer vorgeworfen, es sei „rassistisch, so zu tun, als seien nur Männer mit Migrationshintergrund Täter“. Die Vorkommnisse würden von vielen instrumentalisiert, wichtig sei jedoch eine „differenzierte Debatte über sexualisierte Gewalt“.
2018 veröffentlichte Schwarzer eine essayistische Reportage über Meine algerische Familie. Sie zeigt darin anhand einer Großfamilie in Algier, mit der sie seit Anfang der 1990er Jahre befreundet ist und die sie über die Jahre immer wieder besucht hat, die Folgen des islamistischen Terrors in einem muslimischen Land auf. Über 200.000 Algerier wurden in den 1990er Jahren in dem von den „Gotteskriegern“ angezettelten Bürgerkrieg ermordet. Auch Mitglieder der Familie waren betroffen. „Der Westen hat weggeguckt“, sagte Schwarzer im Deutschlandfunk. Ihr Anliegen ist, zu zeigen, dass die „normalen Muslime“, gläubig oder nicht, die ersten Opfer der fanatisierten Islamisten seien und Nicht-Muslime diesen Muslimen Solidarität schuldeten. Das Buch erschien auch in Frankreich.

### Verbot von Pornografie
Nach Alice Schwarzer ist Pornografie erkennbar an der Verknüpfung von sexueller Lust mit Erniedrigung und Gewalt. Pornografie sei das Gegenteil von Erotik, bei der es keine Hierarchie gebe, nichts festgelegt sei, sondern alles offen.
Die Auseinandersetzung mit Pornografie ist seit Mitte der 1970er-Jahre ein zentrales feministisches Thema. Eine erste Aktion gegen Pornografie initiierte Schwarzer zusammen mit neun weiteren Frauen (darunter Inge Meysel, Erika Pluhar und Margarethe von Trotta) mit ihrer „Sexismus-Klage“ 1978 einen medienwirksamen Prozess gegen den Stern. Die Klage wurde abgewiesen.
1987 machte Schwarzer einen zweiten Vorstoß gegen Pornografie mit ihrer PorNO-Kampagne. Sie veröffentlichte gleichzeitig im Emma-Verlag Andrea Dworkins Pornografie – Männer beherrschen Frauen. Schwarzer veröffentlichte in Zusammenarbeit mit der späteren Justizsenatorin von Hamburg und Berlin, Lore Maria Peschel-Gutzeit (SPD), auch einen Gesetzentwurf gegen Pornografie, der das bisher geltende Strafgesetz ablösen sollte. Der Entwurf wurde nicht umgesetzt.

### Prozess um Bilder von Helmut Newton
Im November 1993 warf Schwarzer dem Fotografen Helmut Newton in der Emma vor, seine Fotos seien nicht nur sexistisch und rassistisch, sondern auch faschistoid. Als Beleg druckte sie 19 seiner Bilder ohne Genehmigung ab. Der deutsche Verlag Schirmer/Mosel klagte mit Billigung von Helmut Newton wegen vorsätzlicher Urheberrechtsverletzung gegen den Emma-Verlag. Das Landgericht München erkannte die „Wissenschaftlichkeit“ von Schwarzers Text an, verurteilte die Emma Frauenverlags GmbH jedoch zur Zahlung von Schadenersatz wegen der Fotozitate. Zwar seien diese in politischen Auseinandersetzungen erlaubt, doch Emma habe das dafür nötige Maß mit 19 Bildern überschritten.

### Frauen als Täterinnen
Die Form der Gewalt durch Frauen sieht Schwarzer mit Schwerpunkt im psychischen Bereich.

„Sind Frauen die besseren Menschen? Nicht unbedingt. Sie sind nur ohnmächtig, und deshalb nimmt ihre Gewalt über andere meist psychologische Formen an.“

„Den Frauen wurde der Part von Menschlichkeit und Mitgefühl zugewiesen, Macht und Gewalt waren lange tabu für sie. (Darum wurden sie auch zu Spezialistinnen der verdeckten, psychischen Gewalt.)“

Sie bezeichnete den nationalsozialistischen Staat als „Männerstaat“, wies aber darauf hin, dass das Frausein nicht vor Täterschaft schützte. In einem Kommentar zum Majdanek-Prozess kritisierte sie dessen geringe Rezeption in der damaligen westdeutschen Medienwelt und führte zur Rolle der Angeklagten Hildegard Lächert und Hermine Braunsteiner-Ryan aus:

„Das alles ist möglich, wenn Menschen sich über Menschen erheben; wenn Ideologie und Macht ihnen die Verfügungsgewalt geben, bis hin zur Entscheidung über Leben und Tod. Das ist der Grundgedanke des Faschismus, lebendig zwischen Herren und Sklaven, Mächtigen und Ohnmächtigen, Männern und Frauen. Wobei wir nicht die Augen davor verschließen dürfen, dass in einem Männerstaat wie dem 3. Reich das Frausein nicht vor dem Schuldigwerden schützte. Die Angeklagten Hermine Ryan (‚die Stute‘) und Hildegard Lächert (die ‚blutige Brigyda‘) sind schmerzliche Beweise. ... Solange noch Opfer leben, kann es keine Milde für diese Henker geben.“

1994 begrüßte Schwarzer die Tat der US-Amerikanerin Lorena Bobbitt, die ihrem schlafenden Mann John den Penis abgetrennt hatte, nachdem dieser sie angeblich betrogen, zu einem Schwangerschaftsabbruch gezwungen und im Laufe der Ehe mehrmals vergewaltigt hatte. Lorena Bobbitt entging einer Verurteilung wegen der Annahme geistiger Unzurechnungsfähigkeit zum Tatzeitpunkt durch die Geschworenen. John Bobbitt wurde noch mehrmals sexueller Missbrauch vorgeworfen, aus Mangel an Beweisen wurde er jedoch vom Vorwurf der Vergewaltigung freigesprochen.

„Sie hat ihren Mann entwaffnet. […] Eine hat es getan. Jetzt könnte es jede tun. Der Damm ist gebrochen, Gewalt ist für Frauen kein Tabu mehr. Es kann zurückgeschlagen werden. Oder gestochen. Amerikanische Hausfrauen denken beim Anblick eines Küchenmessers nicht mehr nur ans Petersilie-Hacken. […] Es bleibt den Opfern gar nichts anderes übrig, als selbst zu handeln. Und da muss ja Frauenfreude aufkommen, wenn eine zurückschlägt. Endlich!“

2004 suggerierte Schwarzer in einem Gastbeitrag für die FAZ, die Darstellung von Frauen, insbesondere Lynndie Englands und Sabrina Harmans, als Täterinnen im Folterskandal um Abu Ghuraib sei „kein Zufall“. Eigentlich Verantwortliche für die Taten seien Männer, Frauen seien „noch zu schwach“, um „triumphale Täter“ zu werden.

### Sadomasochismus
Mit ihrer These vom strukturellen weiblichen Masochismus, also der subjektiven Erotisierung der objektiven Unterdrückung, steht Schwarzer in der Tradition von Feministinnen wie Kate Millett und Psychoanalytikerinnen wie Margarete Mitscherlich. Entsprechend ist für sie die Sexualität nie nur „Privatsache“, sondern immer auch „Spiegel objektiver Machtverhältnisse“.
Als Emma-Herausgeberin hat Schwarzer das Heft sehr früh für die Debatte um Sadomasochismus, insbesondere den von Lesben propagierten Sadomasochismus benutzt. In der Ausgabe von September 1977 berichtete Emma über das Buch von Nancy Friday über „Die sexuellen Phantasien der Frauen“ und analysierte die Psychoanalytikerin Margarete Mitscherlich den Unterschied zwischen masochistischen Phantasien und sadomasochistischer Realität. Im November 1981 titelte Emma mit den Thesen der US-Amerikanerin Pat Califia und gab der Debatte über Sadomasochismus allgemein und BDSM unter Lesben im Besonderen Raum. Die sexpositiven Feministinnen bzw. sadomasochistischen, feministischen Lesben-Gruppen wie Samois wurden von Schwarzer hingegen nicht thematisiert.
Zitate zum Thema Sadomasochismus aus dem Jahr 1991:
„Die Propagierung des weiblichen Masochismus durch Männer ist ein Angriff, durch Frauen ist es Kollaboration mit dem Feind.“
„Nicht zufällig kam die Sado-Maso-Mode nach Aufbruch der Frauenbewegung gegen Ende der 70er auf. Sie drang dank Fernsehen und Videos auch bis ins letzte Eigenheim von Hintertupfingen. Jetzt dürfen, ja sollen, alle Männer Sadisten sein und alle Frauen Masochistinnen.“ Aus Der große Unterschied (2000)
„Aufschlussreich ist auch die Tatsache, dass die Fetische des sexuellen Sadomasochismus oft den Folterkellern der Diktaturen entliehen sind und gerade in Deutschland die Reminiszenz an die Naziästhetik bei Lack, Leder und Ketten unübersehbar ist.“
Den Roman der Britin E.L. James Shades of Grey über eine sadomasochistische Beziehung hingegen verteidigt Schwarzer gegen den Pornografie-Vorwurf. „Eine Frau schreibt über männlichen Sadismus – denn der ist das eigentliche Thema! – und über ihre weiblichen Fantasien. Das ist eher emanzipiert.“ Die Heldin unterwerfe sich dem Mann letztendlich eben nicht. Und das mache die Faszination für die Millionen Leserinnen aus, so Schwarzer. „Das Spiel mit dem Feuer, das sie selber löschen können.“

### Prostitution
Schwarzer kämpft seit 1980 gegen die Akzeptanz der Prostitution und für die Solidarität mit den weiblichen Prostituierten. In einem Vorwort zu dem Buch Das verkaufte Geschlecht von Kate Millett schreibt sie: „Die Prostituierte ist eine Schlüsselfigur dessen, was so abwiegelnd ‚Frauenfrage‘ genannt wird; und der Kampf gegen die Prostitution – der nur auf den ersten Blick paradoxerweise gleichzeitig ein Kampf für die Prostituierten ist – ist Hauptschlachtfeld des Frauenkampfes.“ Und: „Männer gehen zu Prostituierten, weil sie bei ihnen etwas suchen, was sie bei der Nicht-Prostituierten in dieser Konzentration nicht bekommen: die totale Verfügbarkeit und das totale Gefühl der Macht.“
Im November 2013 gab Schwarzer im Zusammenhang der Emma-Kampagne Appell gegen Prostitution das Buch Prostitution – Ein deutscher Skandal heraus, eine Sammlung von Texten, die größtenteils schon zuvor in der Emma veröffentlicht worden waren. Darin vertritt Schwarzer die gesellschaftliche Ächtung und ein Zurückdrängen der Prostitution auch mit rechtlichen Mitteln. Das 2002 unter Rot-Grün in Kraft getretene Prostitutionsgesetz bezeichnete sie als „Skandal“, es habe Menschenhändlern Tür und Tor geöffnet. In einem Interview zum Buch sagte sie: „Kein aufgeklärter, demokratischer Staat würde die Sklaverei noch dulden, verharmlosen oder gar propagieren – wie es Deutschland heute mit der Prostitution tut.“ Wie schon in früheren Äußerungen bezeichnete sie die Freiwilligkeit als Mythos. Mindestens 90 Prozent der Prostituierten seien Armuts- und Zwangsprostituierte, die aussteigen wollten, aber oft nicht könnten, und hinter der behaupteten Freiwilligkeit verberge sich nicht selten das Motiv der Selbstzerstörung. Der Appell gegen Prostitution spricht sich gegen die „Deregulierung“ der Prostitution in Deutschland sowie für eine Bestrafung der Freier und härtere Strafen für Menschenhändler, Zuhälter und Bordellbetreiber aus.

### Russisch-Ukrainischer Krieg
Schwarzer war Mit-Initiatorin des von der Emma veröffentlichten Offenen Briefs an den deutschen Bundeskanzler Olaf Scholz (SPD) vom 29. April 2022, der sich aus Sorge vor einem Weltkrieg im Kontext des russischen Überfalls auf die Ukraine unter anderem gegen die Lieferung weiterer schwerer Waffen an die Ukraine aussprach. Auf einer Mai-Kundgebung in Düsseldorf konterte Scholz Kritik aus dem offenen Brief mit den Worten: Von Kiew zu fordern, sich ohne Waffen zu verteidigen, sei „aus der Zeit gefallen.“ Schwarzers bei Maischberger vertretene Ansicht, der Ukraine-Krieg sei „natürlich auch ein Stellvertreterkrieg zwischen Amerika und Russland“, stieß auf scharfen Widerspruch sowohl in der Sendung – durch den ARD-Korrespondenten Vassili Golod – als auch in den Medien.
Im Februar 2023 verfasste sie mit Sahra Wagenknecht ein Manifest für Frieden, in dem sie vor einer Eskalation des Ukraine-Kriegs warnten und Bundeskanzler Olaf Scholz aufforderten, „die Eskalation der Waffenlieferungen zu stoppen“ und zu Verhandlungen aufforderten „mit dem Ziel, weitere Hunderttausende Tote und Schlimmeres zu verhindern“. Der Aufruf und die darin angekündigte Kundgebung Aufstand für Frieden, auf der Schwarzer sprach, wurden in der Öffentlichkeit kontrovers diskutiert.

### Kritik am internationalen Frauentag
Schwarzer forderte 2021 die Abschaffung des internationalen Frauentages am 8. März, den sie als „sozialistische Erfindung“ und „symbolische Schmeichelei“ bezeichnete. Sie führte diesen Gedenktag auf einen Streik von Textilarbeiterinnen zurück, der historisch aber nicht belegt ist.

### Transidentität, intersektioneller Feminismus und Transaktivismus
In einem Artikel vom Dezember 2019 formulierte Schwarzer die „Befreiung von der Geschlechterrolle – und die Befreiung der Sexualität“ als Ziel des Feminismus. Der angestrebten Abschaffung der Geschlechterrollen „Frauen“ und „Männer“ stehe eine Aufspaltung und Vervielfachung in zahlreiche neue Identitäten entgegen, die vom intersektionellen Feminismus vertreten werde. Inzwischen seien diese „sektiererischen Absurditäten einer Minderheit“ Mainstream geworden. Transaktivismus beschreibt sie als „Propaganda“. Diese könne „unsichere Mädchen darin bestärken, ihren Körper abzulehnen oder gar zu verstümmeln“, nur um der traditionellen Geschlechterrolle zu entkommen. Bei „echten“ Transsexuellen sei „[d]ie Seele (...) stärker als der Körper“ und nur durch Anpassung des letzteren könne der innere Konflikt geheilt werden. Sie geht daher auch von einer Minderheit „echter“ transsexueller Menschen aus. Für ihre Haltungen wurde Schwarzer kritisiert und als „transexkludierende radikale Feministin“ (TERF) bezeichnet.

## Rezeption

### Feministische Gegenpositionen
Schwarzers Annahme von Bundesverdienstkreuzen (am Bande 1996; Erster Klasse 2005) löste bei manchen Linken und Feministen Unverständnis aus, da diese darin eine Anbiederung an die „Männergesellschaft“ und deren Rituale sahen, was ihnen als ein Verrat feministischer Ideale und Ziele galt. Auch in einigen Leserinnenzuschriften in der Emma und in Abonnementskündigungen wurde dies kritisiert.
Schwarzer missbilligt unfreiwilliges Geoutet-Werden, wie zum Beispiel 1991 durch Rosa von Praunheim. Als sie 1998 in Bascha Mikas Kritischer Biografie (siehe #Literatur) als bisexuell beschrieben wurde, lehnte sie jeglichen Kommentar mit dem Hinweis auf ihre Privat- und Intimsphäre ab. Ein FAZ-Artikel schrieb 2010, sie zeige sich in Köln öffentlich mit ihrer Partnerin.
Özlem Topçu stellte 2010 fest, dass Schwarzer „eine neue Generation islamischer Feministinnen“ ignoriere, weil diese, wenn kopftuchtragend, nicht ihrem Bild entsprächen – obwohl sie „mögliche Bündnispartnerinnen“ sein könnten, muslimische Mädchen in ihrer Entwicklung zu selbstbestimmten Frauen zu unterstützen. Dass Frauen für ihr Recht auf das Kopftuch auch Gerichte anriefen, sei „in der Schwarzerschen Lesart kein staatsbürgerschaftliches Recht, sondern eine Provokation des Rechtsstaats.“ Sie selbst zeichne ein „Bild vom selbstgerechten Wir und vom minderen Ihr“.
Im August 2011 kritisierte Charlotte Roche, die sich als Emma-Abonnentin geoutet hatte, anlässlich eines Interviews von der Emma „vereinnahmt“ worden zu sein. Einige Standpunkte des klassischen 1970er-Jahre-Feminismus – wie etwa die Ablehnung von Pornografie – hält Roche für überholt und vertritt einen sex-positiven Feminismus.
2012 forderte die Autorin Miriam Gebhardt in ihrem Buch Alice im Niemandsland. Wie die deutsche Frauenbewegung die Frauen verlor eine Abkehr vom „Schwarzer-Feminismus“. Sie plädierte für eine echte Auseinandersetzung mit zeitgenössischen Problemen. Demnach befremde Schwarzers stets gleiche Kritik an der Pornografie gerade junge Frauen zunehmend. Die eigentlichen Probleme, etwa dass Deutschland beim Anteil der Frauen an Universitäten, in Medien oder in wirtschaftlichen Führungspositionen weit hinten stehe, würden von Schwarzer nicht angegangen.

### Rechtswissenschaftliche Position
Der Islamwissenschaftler und Jurist Mathias Rohe bezeichnete Schwarzers Einschätzung, das Rechtssystem werde „von Islamisten unterwandert“, als nicht zutreffend und warf ihr vor, „in grotesker Weise“ die Situation zu verkennen. Laut Rohe setze das deutsche Rechtssystem „klare Grenzen“, wo es „um Leib, Leben oder Freiheit“ gehe.

### Kritik an Schwarzer
Der Journalist Kay Sokolowsky warf Schwarzer unter Verweis auf eine Kritik Henryk M. Broders im Jahr 1999 Antisemitismus vor und unterstellte ihr Sympathien zu rechten Symbolfiguren wie Leni Riefenstahl.
Bettina Röhl kritisierte Schwarzers Haltung zum Fall von Bruce Reimer. Dieser war als Junge durch chirurgische Eingriffe und Hormonbehandlung körperlich einem Mädchen angeglichen und als solches erzogen worden, nachdem durch einen ärztlichen Kunstfehler seine primären Geschlechtsorgane schwer beschädigt worden waren. Aus Verzweiflung darüber beging er 2004 als Erwachsener Suizid. Schwarzer habe diesen „tragischen und skrupellos verübten Fall gewaltsamer Geschlechtsumwandlung“ als Beleg für ihre These, „die Geschlechtsidentität sei keine biologische, sondern nur eine psycho-soziale Größe“, geradezu „hymnisch gefeiert“ und bis heute eine Distanzierung davon versäumt, um ihre Thesen nicht in Frage stellen zu müssen. Schwarzer hatte 1975 über den Fall in ihrem Buch Der kleine Unterschied geschrieben: Sie schilderte den Fall der biologisch männlichen Zwillinge kritisch, von denen der eine als „Mann“ erzogen wurde, der andere, dem versehentlich der Penis amputiert wurde, als „Frau“. Für sie ist der Fall ein Beleg für den Drill zur „Weiblichkeit“ bzw. „Männlichkeit“.
In einem Beitrag für die Frankfurter Allgemeine Zeitung verteidigte Schwarzer 2008 die Weigerung der Militärjunta Myanmars, nach dem Zyklon Nargis westliche Hilfe ins Land zu lassen, mit dem Hinweis u. a. auf die angebliche humanitäre Hilfe der USA 1968 für Kambodscha, deren „Reisbomber“ Bomben transportierten, sowie auf die Doppelmoral der Medien. Auch die Volksrepublik China, zur gleichen Zeit Opfer von Naturkatastrophen, habe zunächst keine westliche Hilfe ins Land gelassen, werde aber von niemandem dafür kritisiert. Außerdem werde Myanmar zwar von einer postmaoistischen Junta regiert, gegen die sie als Burmesin zweifellos auch opponieren würde, doch sei es falsch, das Land im Rahmen der „Achse-des-Bösen-Kampagne“ in diesem Maße zu dämonisieren und ökonomisch zu boykottieren. Darunter leide nur die Bevölkerung Myanmars. Jörg Lau warf Schwarzer daraufhin in der Zeit „westlichen Selbsthass“ sowie „Hohn auf Menschenrechte und Demokratie“ vor.
Anfang 2015 schrieb Simone Schmollack, Schwarzer werfe „alles in einen Topf: Zwangsverschleierung, Sharia-Polizei, Faschismus, Pegida, Fremdenfeindlichkeit“. Unter Bezugnahme auf Schwarzers Behauptung, dass in einem ersteigerten Haus im Zentrum einer deutschen Kleinstadt „tief verschleierte, überwiegend junge Frauen“ verkehrten, was sie als mögliches „Indoktrinationszentrum für Salafisten“ deutete, meinte Schmollack, dass es „sicher kaum möglich“ sei, „hinter einem Vollschleier das Alter eines Menschen zu erkennen“.
In Bezug auf das Manifest für Frieden von Februar 2023, dessen Mitinitiatorin Schwarzer war und das sich gegen Waffenlieferungen an die Ukraine und für Verhandlungen ausspricht, schrieb Jan Feddersen in der TAZ, Schwarzer enthülle sich damit als „Antifeministin“, denn wenn es in dem Manifest heiße, „Frauen wurden vergewaltigt“, spreche „es nicht über die Täter, auch nicht Putin“.

### Kachelmann-Prozess
Schwarzer berichtete ausführlich und einseitig in der Bild über den Prozess am Mannheimer Landgericht gegen den Wettermoderator Jörg Kachelmann. Entgegen Schwarzers Einschätzung wurde Kachelmann vom Vergewaltigungsvorwurf freigesprochen; der Axel-Springer-Verlag wurde später wegen der dabei an Kachelmann begangenen Persönlichkeitsrechtsverletzungen zur damals höchsten Geldstrafe in der Geschichte des deutschen Journalismus verurteilt. Die Spiegel-Gerichtsreporterin Gisela Friedrichsen bezeichnete Schwarzer in diesem Zusammenhang als „fanatische Feministin“, die auf „rechtsstaatlichen Garantien wie etwa der Unschuldsvermutung öffentlich herumtrampele“ und „Werte, die die Gesellschaft zusammenhalten, ins Lächerliche“ ziehe, wie dies im Kachelmann-Prozess geschehen sei.

### Bedeutung Schwarzers
Laut einer Allensbach-Umfrage von 2006 kennen 83 Prozent aller Deutschen Schwarzer, und 67 Prozent sind der Meinung, dass sie viel für Frauen getan habe. Der Historiker Hans-Ulrich Wehler schrieb 2007 anlässlich einer Rezension von Schwarzers politischem Essay Die Antwort in der rechtskonservativen Schweizer Weltwoche: „Man braucht diese Persönlichkeit nur einmal wegzudenken, um zu erkennen, in welchem Maße diese Publizistin und De-facto-Politikerin, oft im Alleingang, die Sache der Frauen überzeugend verfochten hat. Ohne diese ganz individuelle Motorik, ja sei’s drum, ohne diese Leidenschaft, im offenen Streit für die gerechte Sache unentwegt voranzugehen, hätte der Frauenbewegung, aber auch den Entscheidungsgremien der Parteipolitik ein wesentlicher Impuls gefehlt.“
Gemäß dem „Intellektuellen-Ranking“ der Zeitschrift Cicero war Schwarzer 2008 hinter Elke Heidenreich die „einflussreichste deutsche Intellektuelle“. Grundlage der Rangliste bilden die Präsenz der Frauen in 160 führenden Zeitungen und Zeitschriften seit 1998 sowie Verweise im Munzinger-Personenarchiv und im Internet. Im Ranking des Jahres 2012 stand Schwarzer als erste Frau auf Platz vier und war damit laut Cicero „die Frau mit der höchsten öffentlichen Deutungsmacht“. 2019 stand sie als zweite Frau nach Elfriede Jelinek (Platz sieben) auf Platz neun. Unter den „500 wichtigsten Intellektuellen“ waren 89 Frauen.

## Auszeichnungen
- 1991: von der Heydt-Kulturpreis der Stadt Wuppertal für das Lebenswerk
- 1992: Dr. Kurt Neven DuMont Medaille der Westdeutschen Akademie für Kommunikation
- 1996: Verdienstkreuz am Bande des Verdienstordens der Bundesrepublik Deutschland
- 1997: Schubart-Literaturpreis der Stadt Aalen
- 1997: Frau des Jahres 1997 des Verbandes Deutscher Staatsbürgerinnen
- 1999: Integrationspreis der Stiftung Apfelbaum
- 2003: Zivilcouragepreis des CSD Berlin
- 2004: Goldene Feder der Bauer Verlagsgruppe (Ehrenpreis)
- 2004: Bambi für die Sendung „Wer wird Millionär?“ mit Günther Jauch
- 2004: Ritter der französischen Ehrenlegion (Chevalier dans l'Ordre National de la Légion d'Honneur)
- 2004: Staatspreis des Landes Nordrhein-Westfalen
- 2005: Donauland Sachbuchpreis Danubius
- 2005: Verdienstkreuz 1. Klasse des Verdienstordens der Bundesrepublik Deutschland
- 2005: Journalist des Jahres (Branchenzeitschrift „Medium-Magazin“)
- 2006: Ehrengabe der Heinrich-Heine-Gesellschaft
- 2008: Ludwig-Börne-Preis
- 2010: Mercator-Professur der Universität Duisburg-Essen[128]
- 2018: Markgräfler Gutedelpreis[129]

## Schriften

### Als Autorin
- Frauen gegen den § 218. Suhrkamp Verlag, Frankfurt 1971.
- Frauenarbeit – Frauenbefreiung. Suhrkamp Verlag, Frankfurt 1973. 1985 neu aufgelegt als: Lohn: Liebe
- Der kleine Unterschied und seine großen Folgen. Frauen über sich; Beginn einer Befreiung. Protokolle und Essays. 1. Auflage 1975. S. Fischer, Frankfurt a. M. (bis 2002 mehrere Auflagen)
- So fing es an – 10 Jahre neue Frauenbewegung. Chronik. Emma Frauenverlag, 1981. (1983, Taschenbuch bei dtv)
- Mit Leidenschaft. Texte von 1968–1982. Rowohlt Verlag, Hamburg 1982.
- Simone de Beauvoir heute – Gespräche aus 10 Jahren. Interviews und Essays. Rowohlt Verlag, Hamburg 1982, ISBN 978-3-498-06161-6.
- Warum gerade sie? Weibliche Rebellen. Luchterhand Verlag, Frankfurt am Main 1989. (Taschenbuch im Fischer Verlag)
- Von Liebe + Haß. Fischer Verlag, Frankfurt 1992.
- Eine tödliche Liebe – Petra Kelly + Gert Bastian. Kiepenheuer & Witsch, Köln 1994, ISBN 3-462-02288-1. (Taschenbuch im Heyne Verlag, München)
- Marion Dönhoff – Ein widerständiges Leben. Kiepenheuer & Witsch, Köln 1996, ISBN 3-462-02531-7. (Taschenbuch im Knaur Verlag, München)
- So sehe ich das. Texte von 1992–1996. Kiepenheuer & Witsch, Köln 1997.
- Romy Schneider – Mythos und Leben. Kiepenheuer & Witsch, Köln 1998, ISBN 3-462-02740-9. (Taschenbuch im Knaur Verlag, München)
- Der große Unterschied. Gegen die Spaltung von Menschen in Männer und Frauen. Kiepenheuer & Witsch, Köln 2002, ISBN 3-462-02934-7. (Taschenbuch im Fischer Verlag 2000, ISBN 3-596-15237-2).
- Alice im Männerland. Eine Zwischenbilanz. Kiepenheuer & Witsch, Köln 2002, ISBN 3-462-03143-0.
- Alice Schwarzer porträtiert Vorbilder und Idole. Kiepenheuer & Witsch, Köln 2003, ISBN 3-462-03341-7.
- Frauen mit Visionen, mit Fotografin Bettina Flitner, Knesebeck, München 2004
- Liebe Alice, liebe Barbara. Kiepenheuer & Witsch, Köln 2005. (Briefwechsel mit Barbara Maia)
- Die Antwort. Kiepenheuer & Witsch, Köln 2007, ISBN 978-3-462-03773-9.
- Simone de Beauvoir. Ein Lesebuch mit Bildern. Rowohlt, Reinbek 2007, ISBN 978-3-499-62418-6.
- Simone de Beauvoir. Weggefährtinnen im Gespräch. Kiepenheuer & Witsch, Köln 2007, ISBN 978-3-462-03956-6.
- Journalistin aus Passion. Picus, Wien 2010
- Lebenslauf. Autobiografie. Kiepenheuer & Witsch, Köln 2011, ISBN 978-3-462-04350-1. (Autobiografie)
- Reisen in Burma. (mit Fotos von Bettina Flitner), DuMont Verlag, Köln 2012, ISBN 978-3-8321-9424-6.
- Meine algerische Familie. Kiepenheuer & Witsch, Köln 2018, ISBN 978-3-462-05120-9.
- Lebenswerk. Zweiter Teil der Autobiografie. Kiepenheuer & Witsch, Köln 2020, ISBN 978-3-462-00278-2.

### Als Herausgeberin
- Wahlboykott. Emma Frauenverlag, Köln 1980.
- Das EMMA-Buch. dtv, München 1981.
- Sexualität. Emma Frauenverlag, Köln 1982, TB 1984 im Rowohlt Verlag, Hamburg 1982.
- Durch dick und dünn. Emma Frauenverlag, Köln 1986, TB 1986 im Rowohlt Verlag, Hamburg 1984.
- Weg mit dem § 218! Emma Frauenverlag, Köln, aktualisierte Neuauflage: 1990 Fristenlösung jetzt! Emma Frauenverlag, Köln 1990.
- Das neue EMMA-Buch. dtv, München 1986.
- PorNO. Emma Frauenverlag, Köln 1988.
- mit Ute Gerhard und Vera Slupik: Auf Kosten der Frauen. Frauenrechte im Sozialstaat. Beltz, Weinheim 1988.
- KRIEG. Was Männerwahn anrichtet – und wie Frauen Widerstand leisten, gegen Krieg und islamischen Fundamentalismus. Emma Frauenverlag, Köln 1990, TB 1992 Fischer Verlag, Frankfurt 1992.
- Das neueste EMMA-Buch. dtv, München 1991.
- Schwesternlust + Schwesternfrust. 20 Jahre Neue Frauenbewegung – eine Chronik. Emma Frauenverlag, Köln 1991.
- PorNO. Kiepenheuer & Witsch, Köln 1994. (aktualisierte Neuauflage vom gleichnamigen EMMA-Buch)
- Turm der Frauen. Der Kölner Bayenturm. Vom alten Wehrturm zum FrauenMediaTurm. DuMont Buchverlag, Köln 1994.
- Man wird nicht als Frau geboren. Kiepenheuer & Witsch, Köln 2000.
- Die Gotteskrieger – und die falsche Toleranz. Kiepenheuer & Witsch, Köln 2002.
- Emma. Die ersten 30 Jahre. Kollektion Rolf Heyne, München 2007, ISBN 978-3-89910-358-8.
- Damenwahl. 90 Jahre Frauenwahlrecht. Kiepenheuer & Witsch, Köln 2008.
- Die große Verschleierung: Für Integration, gegen Islamismus. 2010, ISBN 978-3-462-04263-4 (Mit Beiträgen u. a. von: Elisabeth Badinter, Djemila Benhabib, Rita Breuer, Cornelia Filter, Carola Hoffmeister, Necla Kelek, Chantal Louis, Khalida Messaouidi-Toumi, Katha Pollitt, Annette Ramelsberger, Gabriele Venzky, Martina Zimmermann) Kurzauszug
- Es reicht! Gegen Sexismus im Beruf. Kiepenheuer & Witsch, Köln 2013, ISBN 978-3-462-04588-8.
- Prostitution – Ein deutscher Skandal. Hrsg. Kiepenheuer & Witsch, Köln 2013, ISBN 978-3-462-04578-9.
- Der Schock – Die Silvesternacht von Köln, Hrsg., mit Beiträgen von Kamel Daoud, Necla Kelek, Bassam Tibi u. a. Kiepenheuer & Witsch, Köln 2016, ISBN 978-3-462-04999-2.
- Mit Chantal Louis (Hrsg.): Transsexualität. Was ist eine Frau? Was ist ein Mann? Eine Streitschrift. Kiepenheuer & Witsch, Köln 2022, ISBN 978-3-462-00267-6.

## Filme
- Alice Schwarzer: Simone de Beauvoir live. – 45-minütiges TV-Porträt aus dem Jahr 1973, DVD dt. und franz. Version, Emma-Verlag, Köln 2008.
- Der Chef. – Filmporträt von Alice Schwarzer, Arte 2008.
- Alice Schwarzer – Kinodokumentarfilm, 100 Minuten, Regie: Sabine Derflinger, Österreich 2022.
- Alice – Zweiteiliger Fernsehfilm. Regie: Nicole Weegmann, Deutschland 2022.